# Frédéric Rossif
Frédéric Rossif (Cetinje, 14 augustus 1922 - Parijs, 18 april 1990) was een Frans documentairemaker en filmregisseur.

## Leven en werk

### Afkomst en de Tweede Wereldoorlog
De familie van Frédéric Rossif verliet het koninkrijk Joegoslavië tijdens de Tweede Wereldoorlog en vestigde zich in Griekenland. Vervolgens ging Rossif in Rome studeren en engageerde hij zich in het Franse Vreemdelingenlegioen waardoor hij deelnam aan de Italiaanse Veldtocht en aan de Operatie Dragoon.

### Ervaring in de Franse mediawereld
Hij besloot in Frankrijk te blijven en vestigde zich in Parijs. Hij vond er werk in de Club Saint-Germain waar hij onder andere Jean-Paul Sartre, Albert Camus, Boris Vian en Ernest Hemingway leerde kennen. In 1948 werd hij bediende bij de Cinémathèque française. In 1952 begon hij te werken voor de ORTF (Office de radiodiffusion-télévision française). Als producer was hij betrokken bij het opstarten van Cinq colonnes à la une, een langlopende informatieve televisiereportage, van Éditions spéciales en van de eveneens langlopende reeks dierendocumentaires La Vie des animaux.

### Regisseur
Weldra schakelde hij over naar de regie. Dierendocumentaires werden zijn specialiteit. Hoogtepunten in het genre waren L'Apocalypse des animaux, L'Opéra sauvage, La Fête sauvage en Sauvage et Beau waarvoor Vangelis telkens de muziek componeerde. Een tweede filmcomponist met wie hij regelmatig samenwerkte was Maurice Jarre.
Rossif muntte ook uit in de montagefilm waarin hij veel archiefbeelden gebruikte. Hij toonde zich erg geïnteresseerd in de geschiedenis van de 20e eeuw: na Le Temps du ghetto, zijn eerste lange film gewijd aan het getto van Warschau, volgden onder meer nog zijn meesterwerk Mourir à Madrid (over de Spaanse Burgeroorlog), La Révolution d'octobre, Un mur à Jérusalem (over de stichting en de ontwikkeling van Israël), en De Nuremberg à Nuremberg, een film die een overzicht geeft van de geschiedenis van het Derde Rijk.
Hij verwezenlijkte ook heel wat kunstenaarsportretten waarin schilders zoals Georges Braque, Georges Mathieu, Giorgio Morandi en Pablo Picasso, zanger Jacques Brel, cineast Orson Welles en fotografe Gisèle Freund aan bod kwamen.
In 1971 draaide Rossif zijn enige niet documentaire langspeelfilm: de tragikomedie Aussi loin que l'amour.
Frédéric Rossif overleed op 67-jarige leeftijd in 1990. Hij ligt begraven op het cimetière du Montparnasse.

## Filmografie

### Regieassistent
- 1952 - La Villa Santo-Sospir (korte film van Jean Cocteau)

### Regisseur (documentaires)
- 1959 - Imprévisibles nouveautés
- 1961 - Le Temps du ghetto
- 1961 - Nos amies les bêtes
- 1962 - De notre temps
- 1963 - Pour l'Espagne
- 1963 - Mourir à Madrid
- 1965 - Les Animaux
- 1966 - La Cité des hommes
- 1967 - La Révolution d'octobre
- 1968 - Un Roi en Bavière (televisie)
- 1968 - Portrait: Orson Welles (televisie)
- 1968 - Un mur à Jérusalem
- 1969 - Pourquoi l'Amérique ?
- 1971 - Aussi loin que l'amour (lange speelfilm)
- 1971 - Le Cantique des créatures : Georges Mathieu ou la Fureur d'être
- 1971 - Au pays de visages, Gisèle Freund
- 1972 - L'Apocalypse des animaux
- 1975 - L'Opéra sauvage (22 televisie-uitzendingen tot 1981)
- 1975 - Le Cantique des créatures : Georges Braque ou le Temps différent
- 1976 - La Fête sauvage
- 1980 - Le Cantique des créatures : Pablo Picasso, peintre
- 1981 - Jacques Brel
- 1984 - Sauvage et Beau
- 1985 - La Mémoire et la Volonté (Gabon)
- 1986 - Le Cœur musicien
- 1989 - De Nuremberg à Nuremberg
- 1989 - Giorgio Morandi

### Acteur
- 1954 - Si Versailles m'était conté... (Sacha Guitry)
- 1966 - Voilà l'ordre (korte film van Jacques Baratier)
- 1990 - Tatie Danielle (Étienne Chatiliez)

## Prijzen
- 1963 - prix Jean-Vigo voor de documentaire Mourir à Madrid

- Biblioteca Nacional de España: XX4579786
- Bibliothèque nationale de France: cb12016534s (data)
- Catàleg d'autoritats de noms i títols de Catalunya: 981058519107706706
- CiNii: DA11431591
- Gemeinsame Normdatei: 132108011
- International Standard Name Identifier: 0000 0000 8078 7069
- Library of Congress Control Number: n86813177
- Nationale Bibliotheek van Israël: 987007301981305171
- Nederlandse Thesaurus van Auteursnamen: 070399433
- Réseau des bibliothèques de Suisse occidentale: 02-A003762516
- Système universitaire de documentation: 02830182X
- Virtual International Authority File: 22461
- WorldCat: E39PBJqqyDhwXG8P8CDTq6dPcP